# ソーフェイゴ
アンドレ・ドントレル・バート・ジュニア（Andre Dontrel Burt Jr.、2001年10月3日 - ）は、ソーフェイゴ（SoFaygo、旧表記：$oFaygo）のステージネームで知られるアメリカ合衆国のラッパー、歌手である。2019年のシングル「Knock Knock」は、2020年後半にTikTokでバイラルヒットし、その後アメリカレコード協会（RIAA）からプラチナ認定を受けた。翌年、トリッピー・レッドの楽曲「MP5」に客演し、自身初の『ビルボード・ホット100』へのチャートインを果たした。同じくラッパーであるトラヴィス・スコットのレーベルCactus Jackと契約し、デビュー・スタジオ・アルバム『Pink Heartz』（2022年）をリリースした。

## キャリア

### 2018年–2019年：キャリアの始まり
バートは9歳の時に友人の家の地下室で初めての曲をレコーディングした。彼はエトワ高校に通う10代の頃から本格的に音楽活動を追求し始めた。2018年にEP『We Are Aliens』をリリースする前は、Trvllineseというステージネームで活動していた。
2019年にはデビュー・ミックステープ『War』をリリースした。その後まもなく、彼は地元でファン層を築き始めた。この人気がきっかけで、レコードレーベルInternet Moneyの創設者であるタズ・テイラーに見いだされ、レーベルとの契約をオファーされた。バートはこのオファーを検討するためにロサンゼルスへ向かったが、最終的には辞退した。その頃、バートはすでにラッパーのリル・テッカと親交があり、2人は一緒に曲を書き始めた。

### 2020年–2022年：「Knock Knock」と『Pink Heartz』
2021年2月、バートはトラヴィス・スコットのレーベルCactus Jack Recordsと契約した。同レーベルにはシェック・ウェスやドン・トリヴァーなどの人気ラッパーも所属している。2021年6月、バートはGeniusのウェブシリーズ『Open Mic』に出演し、シングル「Knock Knock」を披露した。
2021年8月20日、ソーフェイゴはトリッピー・レッドのアルバム『Trip at Knight』に収録された楽曲「MP5」に客演した。2021年9月1日には、デビュー・アルバム『Pink Heartz』のリードシングルであり、Cactus Jackと契約後初のリリースとなる楽曲「Let's Lose Our Minds」を発表した。10月8日には、レーベルメイトのドン・トリヴァーのアルバム『Life of a Don』の収録曲「Smoke」に客演した。
2022年7月15日、リークされたとされるEP『Babyjack』が、「prettyboyarchive」というアカウント名でSoundCloud限定で公開された。2022年10月17日、デビュー・アルバム『Pink Heartz』からケン・カーソンを客演に迎えた曲を含む4曲がリリースされ、同日にアルバムの発売日が11月11日であることも発表された。ソーフェイゴは2024年にDef Jamとレコード契約を結び、セカンド・スタジオ・アルバム『A Lil Kid Faygo』をリリースする予定である。

### 2023年–現在
2023年6月14日、ソーフェイゴはEP『GO+』をリリースした。その翌年には、ドン・トリヴァーをフィーチャーした「Precision」と「Life So Crazy」をリリースした。2024年末には、SoundCloud限定EP『Pressure』をリリースした。
2025年7月13日、ソーフェイゴは『JACKBOYS 2』に2曲で参加し、レーベルオーナーであるトラヴィス・スコットとの初のコラボレーションを果たした。

## 音楽性
ソーフェイゴの主な影響源には、ドレイク、トラヴィス・スコット、チーフ・キーフ、リル・ウェイン、クリス・ブラウン、プレイボーイ・カーティ、リル・ウージー・ヴァートといった他のラッパーたちが含まれる。

## ディスコグラフィ
スタジオ・アルバム
- 『Pink Heartz』（2022）
- 『WAR 2』（未定）